# 瑞维纳
瑞维纳（法語：Juvinas）是法国阿尔代什省的一个市镇，属于拉尔让蒂埃区（Largentière）沃朗河畔昂特赖盖县（Antraigues-sur-Volane）。该市镇2009年时的人口为172人。

## 人口
瑞维纳人口变化图示
| 数据来源：INSEE |